# 库韦利亚斯
库韦利亚斯（西班牙語：Cubellas）是西班牙加泰罗尼亚巴塞罗那省的一个市镇。总面积13平方公里，总人口14528人（2013年），人口密度1063人/平方公里。